# Hylarana luzonensis
Hylarana luzonensis är en groddjursart som först beskrevs av George Albert Boulenger 1896.  Hylarana luzonensis ingår i släktet Hylarana och familjen egentliga grodor. IUCN kategoriserar arten globalt som nära hotad. Inga underarter finns listade i Catalogue of Life.